# Helena Decoster
Helena Coleta Decoster (Bogaarden, 10 april 1886 - Bertem, 12 april 1973) was een Belgisch bestuurster.

## Levensloop
Decoster liep les op de lagere normaalschool en vervolgens op de Katholieke Sociale School voor Vrouwen, beiden te Brussel. Beroepshalve was ze secretaresse van het Verbond voor Christelijke Onderwijzeressen en in 1920 werd ze de eerste directrice van de Katholieke Sociale Hogeschool.
Eveneens in 1920 werd Decoster aangesteld als eerste algemeen secretaris van het Nationaal Verbond der Christelijke Vrouwengilden (NVCV). Onder haar bestuur werd de organisatie in 1932 herdoopt in de Kristelijke Arbeiders Vrouwengilde (KAV). Spanningen binnen het bestuur, de werkdruk en haar verslechterende gezondheidstoestand maakten dat ze quasi al haar taken op 13 oktober 1942 uit handen gaf. In 1944 werd ze als algemeen secretaris van deze organisatie opgevolgd door Maria Nagels en Philippine Vande Putte.